# Ветухів Михайло Олексійович
Михайло Олексійович Ве́тухів (25 липня (7 серпня) 1902, Харків — 11 червня 1959, Нью-Йорк) — український біолог, генетик, громадсько-політичний діяч.

## Біографія
Син Олексія Ветухіва. Дійсний член НТШ (1947) і УВАН (1950). У 1919 закінчив 3-ю харківську гімназію. Закінчив одночасно у 1923 році Харківський сільськогосподарський інститут і Харківський інститут народної освіти. Від 1926 року — доцент, 1928—1934 — професор Полтавського сільськогосподарського та Харківського ветеринарних інститутів; 1934—1941 — професор Московського ветеринарно-зоотехнічного інституту, науковий керівник відділу ветеринарної генетики Всесоюзного інституту експериментальної ветеринарії у Москві. У 1935 році захистив дисертацію і здобув ступінь доктора біологічних наук. Повернувшись в Україну, 1941—1942 очолював Харківську земну управу, був пов'язаний з українськими демократичними силами. Викладав генетику у Харківському університеті, 1942—1943 — його ректор. 1943 заарештований ґестапо. 1944 емігрував до Німеччини, співзасновник УВАН. 1945 — міністр внутрішніх справ уряду УНР в екзилі. 1945—49 — заступник голови Центрального представництва української еміграції в Німеччині, виступав проти репатріації українців; один із фундаторів Українського національно-державного союзу. Від 1949 — у США. Від 1951 — генетик-дослідник Колумбійського університету (Нью-Йорк), професор УВУ і Українського технічно-господарського інституту. Один із засновників, президент (від 1950) УВАН у США, засновник і головний редактор журналу «Annals of the Ukrainian Academy of Arts and Sciences in the United States» (від 1951). У 1949—55 — заступник голови, член Ради Українського конгресового комітету Америки. Здійснював аналіз стану ради наукових досліджень в Інституті дослідів СРСР (Мюнхен). Автор низки наукових праць з генетики, птахівництва, ветеринарії (встановив правило про істотний спад розплідної здатності у гібридів 2-го покоління, відоме як «ветухівське знесилення»).

## Праці
- Молоко і молочні продукти: Як використовувати й виготовляти продукти молочарські на продаж та на вжиток у господарстві. — Х., 1926;
- Молочна худоба: Як її доглядати, годувати та використовувати. — Х., 1926;
- Методи поліпшення тварин на основі генетичних методів. 1928;
- Популяція курей на Україні // Пр. Секції спец. зоотех. — К., 1930;
- Повышение устойчивости крупного рогатого скота к туберкулезу. — Х., 1941;
- Viability of Hybrids Between Local Population of Drosophilla Pseudoobscura. — New York, 1953.